# Rock and Rule
Pour plus de détails, voir Fiche technique et Distribution.
Rock and Rule (stylisé Rock & Rule) est le premier film d'animation canadien de Clive A. Smith sorti en 1983.
Premier long-métrage de la société Nelvana, ce film musical de science-fiction post-apocalyptique, d'un budget de 8 millions de dollars, se déroule dans une Amérique post-apocalyptique peuplée d'animaux anthropomorphes mutants. Basé sur la musique rock, il contient des chansons interprétées par Cheap Trick, Lou Reed, Deborah Harry (de Blondie), Iggy Pop et Earth, Wind and Fire.

## Synopsis
Mok, un rocker prestidigitateur, vieillissant mais légendaire, est à la recherche d'une voix très spéciale, capable de libérer un puissant démon d'une autre dimension. Il espère ainsi être enfin immortalisé en mythe du rock et de la magie. Après avoir cherché la bonne voix partout dans le monde, il revient à sa ville natale, Ohmtown, un endroit isolé et dévasté, célèbre pour son unique centrale électrique.
Pendant ce temps, dans une boîte de nuit, Omar, Angel, Dizzy et Stretch forment un petit groupe de rock à un concours de chant. Lorsque Angel interprète une ballade romantique devant la salle quasi-vide, Mok l'entend chanter : la bague magique qu'il porte à son doigt se déclenche, il comprend alors que c'est de la voix de la jeune femme dont il a besoin pour son plan diabolique. Il invite Angel et son groupe dans son hôtel particulier, en dehors de la ville, qu'il occupe avec ses trois sbires Toad, Sleazy et Zip (surnommés les Rollerskating Schlepper Brothers). Mok perd patience face à l'insolence d'Omar et l'hypnotise lui, Dizzy et Stretch avec des "sphères d'Edison", pendant qu'il emmène Angel faire un tour dans le jardin pour tenter de la convaincre de se joindre à lui. Bien qu'elle ignore les réelles intentions de Mok, elle refuse d'abandonner son groupe. Incapable d'essuyer ce refus, Mok la kidnappe et l'emmène, en dirigeable, à Nuke York, où il va invoquer le démon en prétendant donner un simple concert.
Après que Dizzy ait sorti ses collègues de leur léthargie, le trio découvre ce qui est arrivé à Angel : ils suivent le dirigeable à bord d'une voiture de police volée. Alors qu'ils arrivent à Nuke York, ils sont arrêtés par un garde frontière. Pendant ce temps, Angel tente d'échapper à Mok avec l'aide involontaire de Cinderella, la sœur des sbires de Mok. Alors que les deux jeunes femmes se faufilent par un conduit d'aération, Angel entend Mok confirmer ses plans à son ordinateur intelligent. C'est à ce moment que l'ordinateur explique à Mok que la seule chose capable d'arrêter le démon d'entrer dans notre dimension, est "Une voix, un cœur, une chanson" : lorsque Mok demande qui est capable d'une telle chose, l'ordinateur répond que "personne ne peut renvoyer le démon". Angel et Cindy sortent du bâtiment, et se rendent au "Club 666", sans savoir que les hommes de main de Mok les y suivent.
La tante de Dizzy accueille le petit groupe d'Omar dans son salon de tatouage, et leur parle de ce club que Cinderella fréquente régulièrement. Ils y vont, où Omar finit par tomber sur Mok, qui a déjà récupéré Angel, et qui a recours à une imitatrice pour duper Omar et l'amener à croire que Angel suit Mok de son plein gré. Afin de manipuler Angel, Mok capture le groupe et les torture avec une "sphère d'Edison" géante, pour la forcer à faire ce qu'il lui demande. Il leur fait également subir un lavage de cerveau afin de s'assurer qu'ils restent en dehors de son chemin. Le concert de Nuke York s'avère être un échec complet, du fait d'une panne électrique : l'invocation du démon requiert une quantité d'électricité titanesque. Mok revient alors à Ohmtown, où la centrale électrique peut fournir suffisamment d'énergie pour accomplir l'invocation. Au cours de ce deuxième concert, la poussée d'énergie cause une surcharge sur toute la ville. Le choc sort également Omar et ses amis de leur hypnose.
Omar, qui croit encore à la supercherie de Mok et de son imposteur, refuse d'aider Dizzy et Stretch à arrêter le concert démoniaque : ils s'y rendent sans lui, dans une voiture de police volée. Ils sont toutefois incapables d'empêcher l'incantation diabolique. Omar refait alors soudainement son apparition, et libère Angel, mais il est déjà trop tard : Mok la force comme une marionnette à invoquer le démon à l'aide de sa chanson. Le démon attaque alors Omar, et un des sbires de Mok est tué accidentellement par la créature : Zip se sacrifie alors pour sauver Omar. Angel recommence à chanter pour conjurer le démon et le renvoyer dans sa dimension, mais sa voix n'a aucun effet. Omar la rejoint alors et harmonise sa voix avec celle de la jeune femme : le démon est repoussé de l'autre côté du portail. Mok comprend que "personne" ne signifiait pas qu'aucun individu était capable de l'arrêtait, mais qu'il fallait plus d'une personne pour le contre-sort. Alors que Mok se précipite pour mettre fin au duo, Toad le jette dans le portail. Le groupe interprète alors leur chanson devant un public en adoration.

## Fiche technique
- Titre : Rock and Rule
- Titre alternatif : Ring of Power
- Réalisation : Clive A. Smith
- Scénario : John Halfpenny, Patrick Loubert, Peter Sauder
- Dialogues additionnels : Anna Bourque, Greg Duffell, Larry Mollin, Deanne Stillman et David Young
- Direction artistique : Louis Krawagna et Clive A. Smith
- Musique : Patricia Cullen
- Photographie : Lenora Hume (en)
- Montage : G. Scott LaBarge
- Production : Michael Hirsh et Patrick Loubert
- Société de production : Nelvana
- Sociétés de distribution : MGM/UA
- Pays :  Canada
- Langue : Anglais
- Format : couleur – 35 mm – 1,85:1 – son Dolby
- Genre : animation / science-fiction / musical
- Durée : 77 minutes (version cinéma) ; 81 minutes (version télé)
- Dates de sortie :  États-Unis : 15 avril 1983 ;  Canada :  France : 6 décembre 1988

## Distribution

### Voix originales
- Don Francks : Mok
- Lou Reed : Mok (voix chantée)
- Paul Le Mat : Omar
- Robin Zander (en) : Omar (voix chantée)
- Susan Roman : Angel
- Debbie Harry : Angel (voix chantée)
- Dan Hennessey : Dizzy
- Greg Duffell : Stretch / Zip
- Anna Bouroque : Edna alias Qui est cette face
- Samantha Langevin : l'ordinateur de Mok
- Chris Wiggins : Toad
- Brent Titcomb (en) : Sleazy
- Catherine O'Hara : tante Édith
- Maurice LaMarche : un marin

## Chansons
- Deborah Harry – Angel's Song et Invocation Song
- Cheap Trick – Born to Raise Hell, I'm the Man et Ohm Sweet Ohm
- Lou Reed – My Name Is Mok et Triumph
- Earth, Wind and Fire – Dance, Dance, Dance
- Melleny Brown – Hot Dogs & Sushi
- Iggy Pop – Pain & Suffering
- Deborah Harry et Robin Zander (en) – Send Love Through et Send Love Through (Reprise) Finale

## Autour du film
- Nelvana a décliné la proposition de participer à la coproduction du long-métrage d'animation Métal hurlant pour se concentrer sur la réalisation de son premier long-métrage.
- En vue de la diffusion du film sur version télé, le rôle d'Omar a été redoublé par Gregory Salata.
- Le film a été un échec financier fameux, n'ayant rapporté que 30 379 dollars au box-office national. Cet échec est dû au manque de promotion de la part de MGM/UA lors de sa diffusion très courte au cinéma et même lors de la sortie vidéo. Nelvana a toutefois continué de produire des films qui feront de meilleurs résultats.